# Acilglicérido

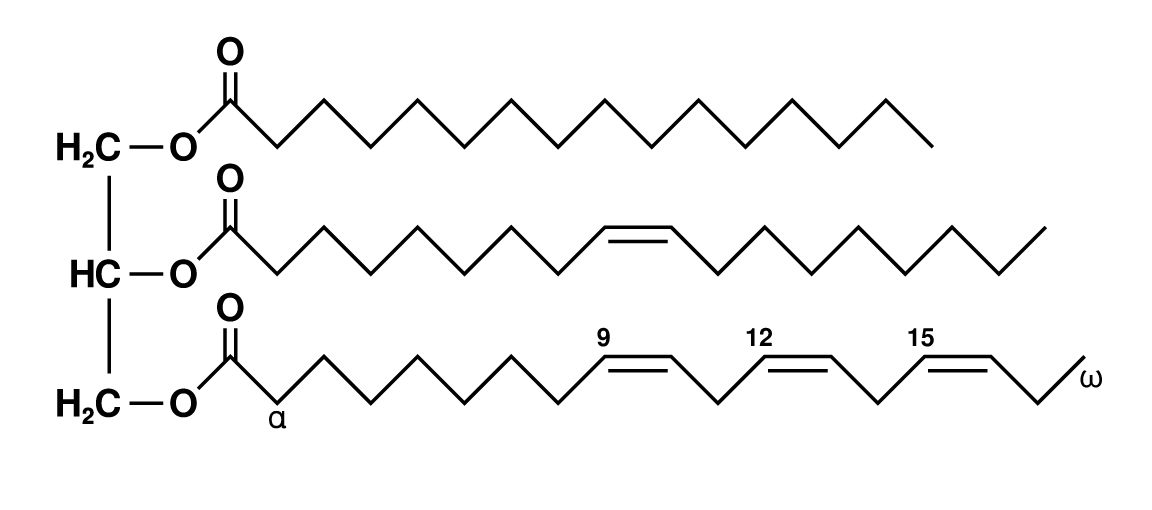
Un triglicérido, los acilglicéridos más importantes. Parte izquierda: glicerol, parte derecha de arriba abajo: ácido palmítico, ácido oleico, ácido linolénico.

Los acilglicéridos o acilgliceroles son ésteres de ácidos grasos con glicerol, formados mediante una reacción de condensación llamada esterificación. Una molécula de glicerol (glicerina) puede reaccionar con hasta tres moléculas de ácidos grasos, puesto que tiene tres grupos hidroxilo.
Las cadenas carbonadas de los ácidos que reaccionan con el glicerol, pueden ser saturadas o insaturadas. Si son saturadas, no hay ningún doble enlace carbono-carbono, y se dice que está "saturada" porque la cadena posee todos los átomos de hidrógeno que puede llegar a acomodar.

## Tipos de acilglicéridos
Según el número de ácidos grasos que se unan a la molécula de glicerina, existen tres tipos de acilgliceroles:
- Monoacilglicéridos. Solo existe un ácido graso unido a la molécula de glicerina. Son los precursores de los siguientes.
- Diacilglicéridos. La molécula de glicerina se une a dos ácidos grasos; son los precursores de los triglicéridos.
- Triacilglicéridos. También se nombran triglicéridos, puesto que la glicerina está unida a tres ácidos grasos. Se los conoce también como grasas neutras.[1][2]